# Публий Лициний Красс Див
Пу́блий Лици́ний Красс Див (лат. Publius Licinius Crassus Dives; 243/238 — 183 годы до н. э.) — древнеримский политик, консул 205 года до н. э., великий понтифик в 212—183 годах до н. э. Участник Второй Пунической войны.

## Происхождение
Публий Лициний принадлежал к плебейскому роду, представители которого были в составе самой первой коллегии народных трибунов и достигли консульства уже в 364 году до н. э. Правда, в промежутке между 361 и 236 годами Лицинии ни разу не упоминаются в Капитолийских фастах. Начало следующего периода в истории рода связано с жившим предположительно во время Первой Пунической войны Публием Лицинием. Один из его сыновей, Гай Лициний Вар, в 236 году до н. э. первым из своего рода получил консулат, а второй, Публий Лициний, носил прозвище Красс (Crassus — «толстый»), ставшее когноменом для его потомков. Сыном Публия-младшего и был Красс Див. Второе его прозвище, Dives, означает «богатый» и указывает на финансовое благосостояние, сделавшее возможной блестящую карьеру.
У Публия был младший брат Гай, сыновья которого были консулами в 171 и 168 годах до н. э.

## Биография
Исходя из сообщения Плутарха о том, что ни один Красс не доживал до 60 лет, исследователи датируют рождение Публия Лициния временем не раньше 243 года до н. э., а скорее — приблизительно 238 годом. До 216 года до н. э. он был принят в состав жреческой коллегии понтификов и быстро стал одним из самых видных её членов, поскольку многие понтифики погибли в сражениях Второй Пунической войны.
В 212 году до н. э., когда освободился пост великого понтифика, Красс Див неожиданно для всех одержал победу на выборах, хотя его конкурентами были авторитетные политики, дважды консулы и бывшие цензоры, Квинт Фульвий Флакк и Тит Манлий Торкват. В том же году он был избран курульным эдилом. Уже в 210 году до н. э. Публий Лициний достиг вершины своей карьеры: сначала он был начальником конницы при диктаторе Квинте Фульвии Флакке, назначенном для проведения выборов, а потом — цензором. Впрочем, его коллега по цензуре Луций Ветурий Филон вскоре умер, и Крассу пришлось оставить должность, даже не приступив к ревизии списка сенаторов. Единственной заслугой Филона и Красса стало возвращение в состав сената Марка Ливия Салинатора, осуждённого восемью годами ранее.
В 208 году до н. э. Публий Лициний занял должность претора вместе со своим сородичем и предполагаемым двоюродным братом Публием Лицинием Варом. Поскольку Красс не мог покинуть Рим из-за своего жреческого сана, он стал претором по делам иностранцев. Известно, что он попытался воспрепятствовать фламину Юпитера Гаю Валерию Флакку занять место в сенате, ссылаясь при этом на установившийся обычай; Флакк всё же настоял на своём.
В 205 году до н. э. Красс стал консулом. Его коллегой был Публий Корнелий Сципион, только что вернувшийся в Рим после ряда успешных кампаний в Испании и теперь планировавший высадку в Африке для окончательного разгрома Карфагена. Поскольку Публий Лициний не мог покидать Италию, он без жеребьёвки выбрал в качестве своей провинции Бруттий, где продолжал действовать Ганнибал. Впрочем, активные боевые действия в ходе кампании 205 года не велись, поскольку противоборствующие армии оказались охвачены эпидемией. В конце года Красс не смог оставить своё войско, чтобы организовать очередные выборы в Риме, а потому назначил диктатором Квинта Цецилия Метелла.
Полномочия Красса в Бруттии были продлены на следующий год (204 до н. э.). Соединившись с консулом Публием Семпронием Тудитаном, он атаковал Ганнибала под Кротоном и заставил врага отступить. Согласно Ливию, карфагеняне потерпели полное поражение и потеряли более четырёх тысяч человек убитыми, но в историографии оценивают это сообщение скептично: в случае явной победы римляне организовали бы преследование противника.
В начале 203 года до н. э. Публий Лициний вернулся в Рим. Больше он не участвовал в войне с Карфагеном. Об оставшихся 20 годах его жизни сохранились только отдельные упоминания, связанные с деятельностью Красса как верховного понтифика. Так, в 200 году до н. э. он высказался о том, какие обеты следует приносить перед началом Второй Македонской войны; в 194 году провёл обряд «священной весны»; в 189 году запретил претору Квинту Фабию Пиктору уезжать в его провинцию Сардинию, поскольку Пиктор был одновременно фламином Квирина. Наконец, в начале 183 года до н. э. Публий Лициний умер; его память почтили необыкновенно роскошными погребальными играми и бесплатным угощением для всех желающих.

## Потомки
У Публия Лициния был сын того же имени, о котором практически ничего не известно.

## Значение
Публий Лициний стал третьим по счёту плебеем на посту верховного понтифика (после Тиберия Корункания и Луция Цецилия Метелла). Он занимал эту должность почти 30 лет, то есть больше, чем кто-либо другой. Высокие оценки личности Красса Марк Туллий Цицерон вложил в уста его современника Марка Порция Катона Цензора и своего современника Луция Лициния Красса.